# Renaissance Technologies
Renaissance Technologies est un hedge fund américain créé en 1982 par James Simons, actuellement dirigé par Peter Fitzhugh Brown selon qui les modèles informatiques et les algorithmes ont longtemps joué un rôle majeur au sein du fond.

## Histoire
Selon Peter Fitzhugh Brown, Renaissance technologie a comme spécificité d'avoir très tôt utilisé des modèles informatiques et l'intelligence artificielle pour guider les choix d'investissements spéculatifs.
Robert Mercer, employé depuis 1993 jusqu'à devenir co-CEO, est connu pour son soutien financier à des campagnes politiques conservatrices (référendum sur le Brexit, climato-scepticisme, etc.). Des associés de Renaissance Technologies, dont David Magerman, expriment leur hostilité à ces actions lors du soutien à l'élection de Donald Trump en 2016.
Renaissance Technologies facture des frais de gestion de 5 % et des frais de participation à la performance de 44 %, bien au-dessus de la moyenne du marché qui est respectivement de 2 % et 20 %.
Au premier trimestre 2022 la société avait plus de 130 milliards de dollars d'actifs sous gestion
Renaissance Technologies emploie plus de 600 personnes.

## Fonds Medallion
En 1988, Renaissance crée le fonds Medallion (anciennement appelé fonds colombien Limroy). Il est considéré comme le fonds spéculatif le plus performant de tous les temps. Il a enregistré un rendement annuel moyen de 71,8 %, avant frais et 39 % après frais, de 1994 à la mi-2014.
Entre janvier 1993 et avril 2005, Medallion n’a enregistré que 17 pertes mensuelles et sur 49 trimestres au cours de la même période, le fonds n’a enregistré que trois pertes trimestrielles. Entre 1989 et 2005, Medallion n’a connu qu’une seule année de perte : en 1989,.
En 2008 lorsque le S&P 500 a perdu 37 %, Medallion a affiché un gain de 82 % net de frais.
Le fonds est fermé aux investisseurs extérieurs depuis 1993 et n'est accessible qu'aux employés actuels et passés et à leurs familles. La société a racheté le dernier investisseur du fonds Medallion en 2005.
Au cours de l'année 2020, le fonds Medallion était en hausse de 76 % alors que le marché était en baisse de 30 %.